# جائزة ماليزيا الكبرى 2002
جائزة ماليزيا الكبرى 2002 (بالإنجليزية: 2002 Malaysian Grand Prix)‏ هو سباق فورمولا 1 أقيم بتاريخ 17 مارس 2002 في حلبة سيبانغ الدولية، سلاغور، ماليزيا. كان الثاني من أصل 17 في بطولة العالم لسباقات الفورمولا واحد موسم 2002. حلّ الألماني رالف شوماخر أولا بينما جاء الكولومبي خوان بابلو مونتويا في المركز الثاني وحصل على المركز الثالث الألماني مايكل شوماخر.